# Греко-узбекистанские отношения
Греко-узбекистанские отношения — двусторонние дипломатические отношения между Грецией и Узбекистаном. В Афинах действует генеральное консульство Узбекистана. Греция представлена в Узбекистане через своё посольство в Москве.

## История
Дипломатические отношения между странами установлены 16 марта 1992 года. С тех пор начали развиваться взаимные экономические, культурные связи и торговля.
C 29 сентября по 3 октября 1994 года в ходе визита греческой делегации в Узбекистан были согласованы вопросы развития торгово-экономических связей и создания правовых основ двусторонних отношений. В целях установления прямой связи между деловыми кругами Греции и Узбекистана, 6—8 октября 1994 года группа старших менеджеров во главе с соучредителем компании «Русвар Холдингс» прибыла в республику. В ходе переговоров, проведённых в министерстве внешних экономических связей Республики Узбекистан, корпорации «Узбекнефтегаз», министерстве связи, ассоциации «Узэлтехсаноат», Ташкентском авиационном заводе, обсуждены вопросы участия греческой компании в реализации совместных инвестиционных проектов.
27—29 ноября 1996 года во время визита делегации во главе с министром иностранных дел Греции в Узбекистан были рассмотрены вопросы укрепления взаимовыгодных связей и подписаны соглашения об открытии консульских учреждений и налаживании авиа-сообщения.
В результате официального визита президента Узбекистана Ислама Каримова с 31 марта по 2 апреля 1997 года в Грецию были подписаны: «Договор о дружбе и сотрудничестве», конвенция «О предотвращении двойного налогообложения», «Поощрение и взаимная защита инвестиций», «Экономическое и технологическое сотрудничество», «Сотрудничество в сфере образования, науки и культуры», «Соглашение о сотрудничестве в сфере туризма», «Меморандум о взаимопонимании и сотрудничестве между министерством внешних экономических связей Республики Узбекистан и организацией содействия экспорту Греции». Правовая основа двусторонних отношений также основывается на положениях «Соглашения о партнёрстве и сотрудничестве между Республикой Узбекистан и Европейским союзом».

## Торговля
В 2000 году товарооборот Узбекистана с Грецией составил 13,7 млн $, а импорт — 3,8 млн $. В то время как из Узбекистана в Грецию экспортировались цветные металлы и изделия из них, натуральный и искусственный мех и изделия из него, основными видами импорта были растительное масло, мыло, моющие средства и сурковое масло, табак, оборудование, эфирное масло и средства для макияжа, переработанные фрукты, овощи, орехи, продукты питания, лекарственные, пластмассовые, алкогольные и безалкогольные напитки и другие.
С января 1995 года самолёты национальной узбекской авиакомпании «Узбекистон хаво йуллари» 2 раза в месяц прибывают в Афины. В соответствии с соглашением между Ассоциацией «Узэлтехсаноат» и греческой компанией в акционерном обществе «Фотон» налажено совместное производство контрольно-кассовых аппаратов «Силекс». В сфере малого и среднего бизнеса есть возможность развивать двусторонние экономические отношения.
По состоянию на 2001 год в Республике Узбекистан насчитывается 33 совместных предприятия с участием греческого капитала. Действуют 6 предприятий со стопроцентным греческим капиталом. Основными сферами деятельности предприятий с участием греческой столицы являются производство одежды, кожи и меховых изделий, бинокулярных материалов, продуктов питания, переработка сельскохозяйственной продукции, организация торговли, лотерейных игр и др.